# Francolin de Latham
Peliperdix lathami
Espèce
Statut de conservation UICN

 LC  : Préoccupation mineure
Le Francolin de Latham (Peliperdix lathami) est une espèce d'oiseaux galliformes de la famille des Phasianidae.

## Distribution

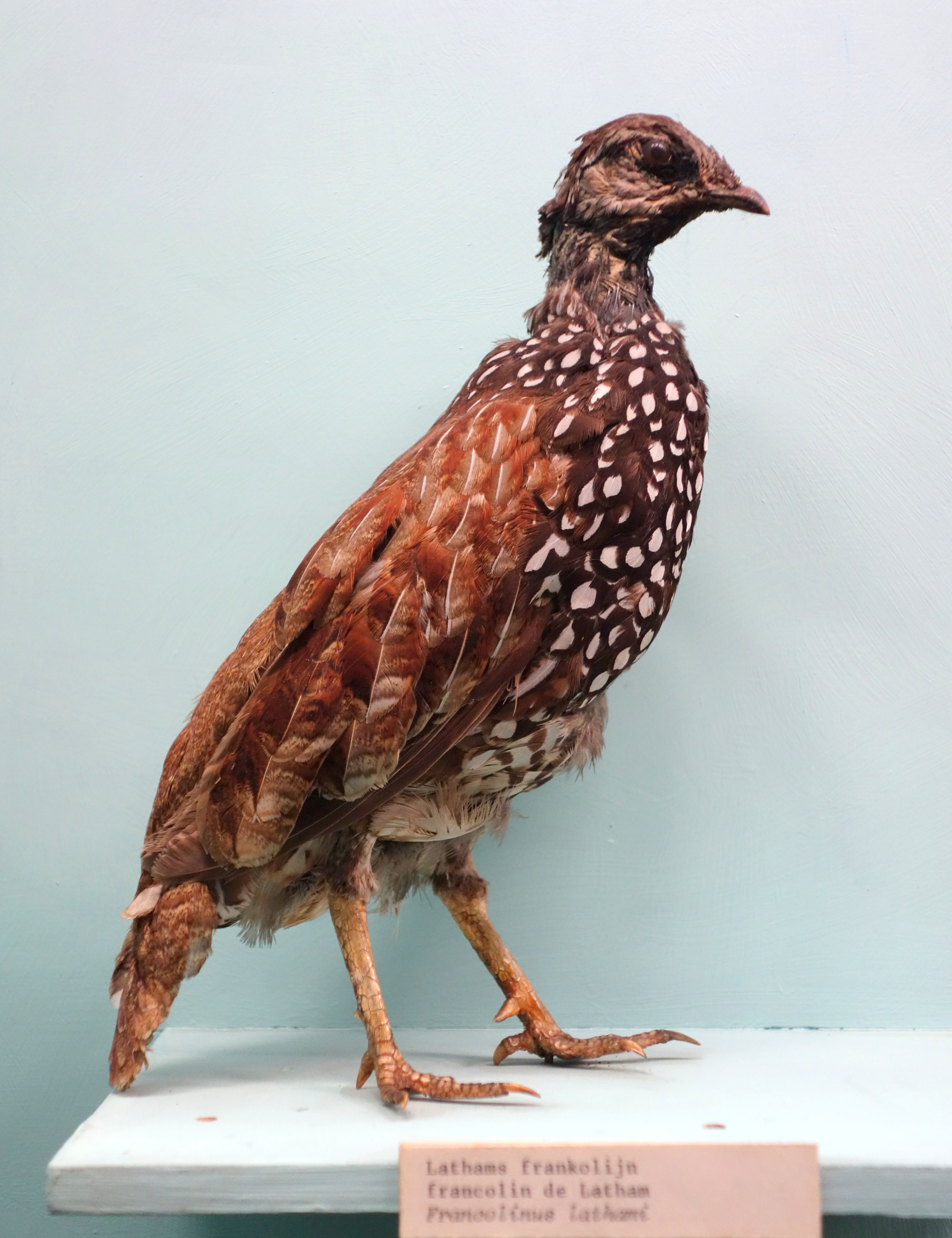
Un francolin de Latham naturalisé au Musée royal de l'Afrique centrale.

Cet oiseau est présent au Sierra Leone, au Libéria, dans le Sud de la Côte d’Ivoire, dans le Sud du Ghana, dans le Sud du Nigéria, dans le Sud-Ouest du Cameroun, au Zaïre, en Guinée équatoriale, au Gabon, dans le Sud-Ouest du Congo et dans l'extrême nord-ouest de l’Angola.

## Sous-espèces
D'après la classification de référence (version 5.1, 2015) du Congrès ornithologique international, cette espèce est constituée des sous-espèces suivantes :
- P. l. lathami Hartlaub, 1854 : toute la partie ouest de la distribution jusqu’au centre du Zaïre.
- P. l. schubotzi Reichenow, 1854 : est du Zaïre débordant, en extrême limite, en Ouganda à l’est et dans le Soudan au nord-est. Le mâle se distingue de la forme nominative par la joue et le sourcil plus blancs, la femelle les ayant fauves avec le dessous fauve lâchement perlé de blanchâtre.

## Habitat
Le francolin de Latham est associé à la forêt primaire de basse altitude (jusqu’à 1 400 m en Ouganda), occasionnellement à la forêt secondaire dense, parfois même, comme en Sierra Leone, loin de la forêt primaire. Il occupe aussi la forêt galerie au Soudan et les fourrés côtiers au Ghana (Hennache & Ottaviani 2011).

## Alimentation
Il consomme essentiellement des invertébrés (90%) composés de petits mollusques, des coléoptères, des termites Basidentitermes et des fourmis Psalidomyrmex avec une faible part de nourriture végétale (10%) constituée de fruits, dont ceux du palmier Elaeis sp., de graines, de pousses et de jeunes feuilles (Urban et al. 1986).

## Mœurs
C’est un francolin très timide et difficile à observer, gardant de très près le couvert végétal. Il évolue en couples ou en groupes familiaux dans le sous-bois de la forêt, se nourrissant sur les sentiers de la forêt notamment après la pluie. Il recherche sa nourriture en grattant la litière de feuilles. Il est particulièrement actif et bruyant la nuit, émettant ses vocalises du sol ou des arbres, où il juche probablement. En cas d’alarme, il s’enfuit en courant dans le sous-bois ou bien se fige sur place. Mais, devant l’intrus, il s’envole au dernier moment, à coups d’ailes tremblants et sur une très courte distance (Madge & McGowan 2002).

## Voix
Le cri d’avertissement est un coo de type tourterelle et répété trois fois ou un kwee, coo, coo  fréquemment répété. On lui connaît aussi une série de sifflements aigus, uniformes et prolongés, ainsi qu’un cri flûté (Lippens & Wille 1976). Un gloussement de contact est émis lorsque des individus se déplacent en groupe dans la forêt (Urban et al. 1986).

## Nidification
La reproduction varie selon les conditions locales mais semble liée à la saison sèche. Les périodes de ponte s’étendent en février et en décembre dans l’ouest du Cameroun, en décembre dans le sud du Cameroun, en décembre et en avril au Zaïre, en août en Ouganda. Des nids contenant des œufs ont été signalés en janvier-février en Sierra Leone et en février au Ghana. Les œufs sont pondus sur un revêtement de feuilles mortes placé entre les ailes d’un arbre à renforts. Une étude a montré un taux de succès d’éclosion de 80% (Madge & McGowan 2002).

## Statut
Le francolin de Latham est difficile à observer, son plumage l’aidant à se confondre dans la végétation forestière. La destruction des forêts représente probablement la principale menace, à laquelle s’ajoute la pression de chasse et le braconnage. Les populations d’Ouganda et du Soudan sont certainement en déclin important en raison de la fragmentation de l’habitat (Hennache & Ottaviani 2011).

## Sous-espèces
D'après Alan P. Peterson, 2 sous-espèces ont été décrites :
- Peliperdix lathami lathami (Hartlaub) 1854 ;
- Peliperdix lathami schubotzi (Reichenow) 1912.